# Justificación de León III
La Justificación de León III, también conocida como El juramento de León III es una pintura del taller del artista renacentista italiano Rafael. La pintura forma parte del encargo hecho a Rafael para que decorara las habitaciones que hoy son conocidas como Stanze di Raffaello, en el Palacio Apostólico en el Vaticano. Se ubica en la habitación que recibe el nombre de El incendio del Borgo, la Stanza dell'incendio del Borgo. 
En el fresco, el papa León III es visto durante el juicio el 23 de diciembre de 800 durante el cual tuvo que enfrentarse con los sobrinos de su predecesor, el papa Adriano I, que le habían acusado de mala conducta. Los obispos unidos en asamblea declararon que no podían juzgar al papa, tras lo cual éste prestó un juramento por propia voluntad.
- Datos: Q1619548
- Multimedia: Oath of Leo III / Q1619548